# Кагул (фрегат)
«Кагул» — парусный 44-пушечный фрегат Черноморского флота Российской империи. Участник Крымской войны, в том числе Синопского сражения.

## Описание фрегата
Парусный деревянный фрегат. Длина судна по сведениям из различных источников составляла от 48,9 до 50 метров, ширина — 13,8 метра, а осадка 7 метров. Вооружение судна составляли сорок четыре 24-фунтовых орудия, а экипаж мог включать до 375 человек. Фрегат был назван в память о победе русских войск над турецкой армией на реке Кагул 21 июля (1 августа) 1770 года.

## История службы
Фрегат «Кагул» был заложен в Николаевском адмиралтействе 31 октября (12 ноября) 1840 года и после спуска на воду 17 (29) сентября 1843 года вошёл в состав Черноморского флота России. Строительство вёл корабельный мастер капитан А. С. Акимов.
В 1844 году фрегат перешёл из Николаева в Севастополь. В 1846, 1848, 1850, 1851 и 1852 годах в составе отрядов выходил в крейсерства к берегам Кавказа. При этом в кампаниях 1845 и 1850 годов на фрегате держал свой флаг командир 1 бригады 4-й флотской дивизии П. С. Нахимов. В 1849 году составе эскадры выходил в практическое плавание в Чёрное море, а в июле и августе 1853 года — в крейсерское плавание в пролив Босфор. С 17 (29) сентября по 25 сентября (7 октября) 1853 года в составе эскадры под командованием вице-адмирала П. С. Нахимова принимал участие в перевозке 13-й дивизии из Севастополя в Анакрию для усиления Кавказской армии. 
Принимал участие в Крымской войне. 11 (23) октября 1853 года вышел в крейсерство к анатолийскому берегу в составе эскадры вице-адмирала П. С. Нахимова. После ухода эскадры к Синопу фрегат был оставлен П. С. Нахимовым крейсировать у мыса Керемпе, где 7 (19) ноября встретился с эскадрой Осман-паши, которая также следовала в Синоп. Четыре из пяти фрегатов эскадры погнались за «Кагулом», однако , несмотря на сильный ветер, командир фрегата, капитан-лейтенант А. П. Спицын, принял решение поставить все паруса, и фрегату удалось уйти от турецких судов, которые преследовали его почти двое суток. После того, как фрегат оторвался от погони, он ушел на север, где сообщил сведения о турецкой эскадре Ф. М. Новосильскому, который со своей эскадрой крейсировал у Севастополя. После этого фрегат вернулся на свой пост. 16 (28) ноября вместе с эскадрой контр-адмирала Ф. М. Новосильского «Кагул» пришёл к Синопу на усиление находившейся там эскадры П. С. Нахимова. 
Во время Синопского сражения совместно с фрегатом «Кулевчи» дрейфовал в тылу у эскадры для пресечения попыток отхода турецких судов из бухты. Вёл обстрел выходящего из бухты турецкого парохода «Таиф», но из-за установившегося встречного ветра не смог преследовать его, и пароход сумел уйти. 22 ноября (4 декабря) оба фрегата вернулись в Севастополь сопровождая повреждённый во время сражения корабль «Императрица Мария». 
В феврале 1854 года фрегат вошёл в состав эскадры обороны Севастопольского рейда. 31 марта (12 апреля) вместе с фрегатом «Кулевчи» во время крейсерского плавания у Севастополя, обнаружил и преследовал английский пароход, подошедший ко входу на рейд. Однако после короткой перестрелки с фрегатами пароходу удалось уйти в море. В сентябре 1854 года экипаж «Кагула» вошел в состав 37-го батальона, а в декабре того же года сам фрегат был переоборудован под временный госпиталь. 
13 (25) февраля 1855 года «Кагул» был затоплен на Севастопольском рейде между Михайловской и Николаевской батареями. После войны при расчистке Севастопольской бухты корпус фрегата был взорван.

## Память
- А. П. Спицын, в бытность адмиралом В 1905 году к 50-летию обороны Севастополя, сооружён монумент «Памятник затопленным кораблям»[10].

## Командиры фрегата
Командирами фрегата «Кагул» в составе Российского императорского флота в разное время служили:
- капитан 2-го ранга Иванов 4-й (до 1 (13) января 1848 года)[11];
- капитан 2-го ранга К. А. Леонтьев (с 1 (13) января 1848 года до 1849 года);
- И. Х. Бернар-де-Граве (1850—1852 годы);
- капитан 2-го ранга А. П. Спицын (с 1853 года до 24 марта (5 апреля) 1854 года)[12];
- капитан-лейтенант Н. С. Стройников (с 24 марта (5 апреля) 1854 года) до 1855 года)[12].